# Martha Schad

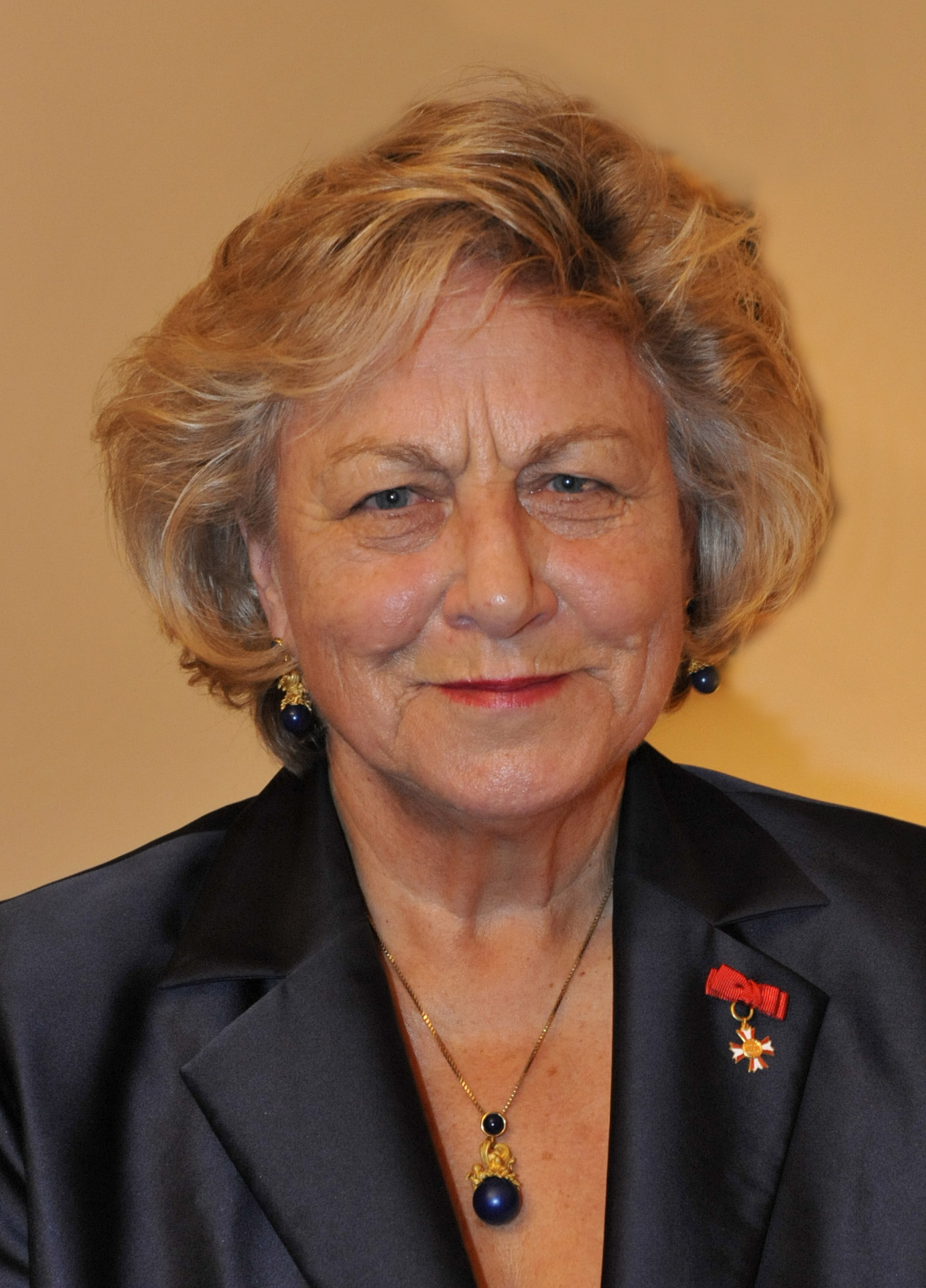
Martha Schad (2008)

Martha Schad (* 12. März 1939 in München) ist eine deutsche Historikerin und Autorin.

## Leben
Martha Schad studierte zwischen 1980 und 1985 Geschichte und Kunstgeschichte an der Universität Augsburg und schloss mit ihrer Dissertation Die Frauen des Hauses Fugger von der Lilie ab. Viele ihrer Werke wurden als Grundlage für eine filmische Darstellung verwendet und in bisher 16 Sprachen übersetzt.
Sie ist Mitglied der Münchner Turmschreiber und Ehrenvorsitzende des Richard-Wagner-Verbandes Augsburg. Von 2001 bis 2014 war sie ehrenamtliche Heimatpflegerin der Stadt Augsburg für kulturelle Angelegenheiten. 
Martha Schad ist in dritter Ehe mit Baldur Wagner verheiratet und hat zwei Kinder.

## Auszeichnungen
- 1992: Anerkennungspreis der Bayerischen Volksstiftung/Bayerischen Einigung
- 1999: Ehrenmedaille „Für Augsburg“ von der Stadt Augsburg
- 2007: Bayerischer Poetentaler der Münchner Turmschreiber
- 2008: Österreichisches Ehrenkreuz für Wissenschaft und Kunst
- 2009: Verdienstkreuz am Bande der Bundesrepublik Deutschland
- 2011: Bayerischer Verdienstorden
- 2016: Silver World Medal beim Film Festival New York für ihre Dokumentation Stalins Tochter auf ARTE, ZDF History und ZDFneo, 2015
- 2020: Preis Pro Suebia der Eugen-Liedl-Stiftung für ihr Engagement als langjährige Heimatpflegerin der Stadt Augsburg und ihre zahlreichen fundierten Publikationen[1]

## Schriften

### Autorschaft
- Die Frauen des Hauses Fugger von der Lilie. (15.–17. Jahrhundert). Dissertation. Universität Augsburg, 1989.
- Bayerns Königinnen. Pustet, Regensburg 1992, ISBN 3-7917-1341-8.
- Afra. Bilder einer Heiligen. St.-Ulrichs, Augsburg 1993, ISBN 3-929246-03-1.
- Bayerns Königshaus. Die Geschichte der Wittelsbacher in Bildern. Pustet, Regensburg 1994, ISBN 3-7917-1396-5.
- Ludwig Thoma und die Frauen. Pustet, Regensburg 1995, ISBN 3-7917-1481-3.
- mit Martin Dallmeier: Das fürstliche Haus Thurn und Taxis. 300 Jahre Geschichte in Bildern. Pustet, Regensburg 1996, ISBN 3-7917-1492-9.
- Kaiserin Elisabeth und ihre Töchter. Langen Müller, München 1997, ISBN 3-7844-2665-4.
- Frauen, die die Welt bewegten. Geniale Frauen, der Vergangenheit entrissen. Pattloch, München 1998, ISBN 3-629-00092-4.
- Elisabeth von Österreich. dtv, München 1998, ISBN 3-423-31006-5.
- Ludwig II. dtv, München 2000, ISBN 3-423-31033-2
  - Englische Version: Ludwig II. of Bavaria. Übersetzung von Sally Schreiber. dtv, München 2001, ISBN 978-3-423-08520-5.
- Frauen gegen Hitler. Schicksale im Nationalsozialismus. Heyne, München 2001, ISBN 3-453-19420-9.
- Die Frauen des Hauses Fugger. Mit sanfter Macht zum Weltruhm. Piper, München 2002, ISBN 978-3-492-23818-2.
- Mozarts erste Liebe. Das Bäsle Marianne Thekla Mozart. Wißner, Augsburg 2004, ISBN 3-89639-416-9.
- „Meine erste und einzige Liebe“. Richard Wagner und Mathilde Wesendonck. Langen Müller, München 2004, ISBN 3-7844-2881-9.
- Hitlers Spionin. Das Leben der Stephanie von Hohenlohe. Heyne, München 2002, ISBN 3-453-21165-0. 
  - Neuausgabe: Hitlers geheime Diplomatin. Das Leben der Stephanie von Hohenlohe. Heyne, München 2002, ISBN 3-453-87299-1.
  - Englische Version: Hitler's Spy Princess. The Extraordinary Life of Stephanie von Hohenlohe. Übersetzung von Angus McGeoch. Sutton Publishing, Stroud, Gloucestershire 2004, ISBN 978-0-7509-3514-2.
- mit Luzia Ellert: Zu Gast bei Kaiserin Elisabeth und König Ludwig II. Heyne, München 2004, ISBN 3-89910-219-3.
- Stalins Tochter. Das Leben der Swetlana Allilujewa. Bastei-Lübbe, Bergisch Gladbach 2005, ISBN 3-404-61577-8.
- mit Klaus G. Förg: Romanzen auf der Roseninsel. Rosenheimer, Rosenheim 2005, ISBN 3-475-53651-X.
- mit Annette Epp: Königlich-Bayerisches Bierkochbuch. Rosenheimer, Rosenheim 2005, ISBN 3-475-53653-6.
- Komm und setz Dich lieber Gast. Zu Tisch bei Bertolt Brecht und Helene Weigel. Heyne, München 2005, ISBN 3-89910-275-4.
- Die berühmtesten Frauen der Weltgeschichte. Von der Antike bis zum 17. Jahrhundert. Marix, Wiesbaden 2007, ISBN 978-3-86539-930-4.
- Gottes mächtige Dienerin. Schwester Pascalina und Papst Pius XII. F. A. Herbig, München 2007, ISBN 978-3-7766-2531-8.
- Stadtführer Augsburg. Für Gäste, Kenner und Liebhaber. Neuausgabe. Wißner, Augsburg 2008, ISBN 978-3-89639-590-0.
- mit Claudia Mayr: Frauen in Bronze und Stein in München. Edition Stiebner, München 2008, ISBN 978-3-8307-1043-1.
- Sie liebten den Führer. Wie Frauen Hitler verehrten. F. A. Herbig, München 2009, ISBN 978-3-7766-2613-1.
- Frauen gegen Hitler. Vergessene Widerstandskämpferinnen im Nationalsozialismus. F. A. Herbig, München 2010, ISBN 978-3-7766-2648-3 (überarbeitete und ergänzte Neuausgabe von Frauen gegen Hitler, Schicksale im Nationalsozialismus, 2001).
- Marktfrisch! Rezepte vom Augsburger Stadtmarkt. Thalia-Verlag, Kaiserslautern 2010, ISBN 978-3-88874-021-3.
- Gottes mächtige Dienerin. Schwester Pascalina und Papst Pius XII. F. A. Herbig, München 2011, ISBN 978-3-7766-2531-8.
- Stalins Tochter. Das Leben der Swetlana Allilujewa. Vollständig überarbeitete Neuausgabe. F. A. Herbig, München 2013, ISBN 978-3-7766-2714-5.
- Weiberheld und Weiberfeind. Ludwig Thoma und die Frauen. Allitera, München 2016, ISBN 978-3-86906-890-9 (Neuausgabe von Ludwig Thoma und die Frauen, 1995).
- Die Päpste liebten sie. Die königlichen Frauen in St. Peter in Rom. Langen Müller, München 2018, ISBN 978-3-7844-3445-2.
- Leuchtspuren am Himmel von St. Peter – Berninis heilige Frauen auf den Kolonnaden in Rom. Kunstverlag Josef Fink, Lindenberg im Allgäu 2025, ISBN 978-3-95976-538-1.

### Herausgeberschaft
- Kinderlieder und Kinderreime aus alter Zeit. Pattloch, Augsburg 1996, ISBN 3-629-00258-7.
- mit Horst Schad: Marie Valerie von Österreich. Das Tagebuch der Lieblingstochter der Kaiserin Elisabeth von Österreich. Langen Müller, München 1998.
- Macht und Mythos. Die großen Dynastien. Weltbild, Augsburg 2000 ff (Weltbild-Sammler-Editionen).

1. Das belgische Königshaus.
2. Die Bonapartes.
3. Das dänische Königshaus.
4. Die französischen Bourbonen.
5. Die Habsburger.
6. Das Haus Luxemburg.
7. Das Haus Württemberg.
8. Die Hohenzollern.
9. Das italienische Königshaus.
10. Das niederländische Königshaus.
11. Das norwegische Königshaus.
12. Die Romanows.
13. Das schwedische Königshaus.
14. Das spanische Königshaus.
15. Die Thurn und Taxis.
16. Die Wettiner.
17. Die Wittelsbacher.
18. Die Windsors.

- Cosima Wagner und König Ludwig II. von Bayern. Eine erstaunliche Korrespondenz. Piper, München 2004, ISBN 3-492-24079-8.
- Cosima Wagner und Ludwig II von Bayern – Briefe. Allitera, München 2018, ISBN 978-3-96233-133-7.

## Verfilmungen
- „Die Frauen des Hauses Fugger von der Lilie“ (Bayerisches Fernsehen)
- „Bayerns Königinnen“ (Bayerisches Fernsehen)
- „Gottes mächtige Dienerin“ – Schwester Pascalina und Papst Pius XII. (Ziegler-Film, Berlin)